# Bistonina olbia
Espèce
Bistonina olbia est un papillon de la famille des Lycaenidae, de la sous-famille des Theclinae et du genre Bistonina.

## Dénomination
Bistonina olbia a été décrit par William Chapman Hewitson en 1867 sous le nom de Thecla olbia.

## Description
Bistonina olbia est un petit papillon avec de fines queues à chaque aile postérieure.
Le dessus est aux ailes antérieures noir centré d'une tache rouge proche du milieu du bord costal, avec une plage bleu outremer le long du bord interne et aux ailes postérieures bleu outremer avec une bande noire le long du bord costal et une bande beige le long du bord interne.
Le revers est noir orné d'argent sur l'aire submarginale des ailes antérieures et, sur la presque totalité des ailes postérieures.

## Écologie et distribution
Bistonina olbia  réside au Brésil et en Guyane,,.

### Protection
Pas de statut de protection particulier.